# Austrian Airlines
Austrian Airlines AG este o companie aeriană austriacă având sediul și baza operativă la Viena. Din anul 2009 compania a fost preluată integral de Deutsche Lufthansa AG împreună cu drepturile asupra mărcii Austrian Airlines. Austrian Airlines este companie membră a alianție aeriene Star Alliance. Începând cu data de 1 iulie 2012 toate zborurile Austrian Airlines se desfășoară sub numele Tyrolean Airways.